# Ion Luca Caragiale
Ion Luca Caragiale (Haimanale, 30 gennaio 1852 – Berlino, 9 giugno 1912) è stato un drammaturgo e scrittore rumeno.

## Biografia
Nipote di un celebre attore, ebbe gravi problemi economici che lo costrinsero a svolgere le più disparate mansioni, quali il gestore di un ristorante, contemporaneamente a quella giornalistica e di scrittore, il cui esordio risalì ai bozzetti e ai versi umoristici pubblicati per la rivista Ghimpele, per diventare successivamente uno dei leader del movimento letterario più importante dell'epoca nel suo paese, la Società Letteraria Junimea, dalla quale vennero anche altri importanti scrittori come Ion Creangă e Mihai Eminescu.
Le sue opere teatrali hanno un'impostazione piuttosto classica e sono basate su un'attenta osservazione dei fenomeni sociali suoi contemporanei, spesso accompagnata da una certa dose di ironia, che prende come bersaglio la borghesia al potere nel suo paese.
Tra le sue opere di ricordano la novella Cero Pasquale e soprattutto la commedia Una lettera smarrita, splendido esempio di satira politica nel quale, oltre la consueta caratterizzazione graffiante dei personaggi, emergono elementi drammatici e una riuscita simbiosi tra le intenzioni e l'intreccio.
A causa dei suoi lavori piuttosto polemici, Ion Luca Caragiale entrò in conflitto con molte delle figure più influenti in ambito politico e letterario; questo ebbe effetti negativi sulla sua carriera, tanto che nel 1906 decise di trasferirsi con tutta la sua famiglia a Berlino, pur continuando a recarsi spesso in Romania ed a collaborare con riviste romene. Anche il figlio naturale Mateiu ebbe una discreta carriera come poeta, con le sue prime opere pubblicate nella rivista letteraria Viaţa românească nel 1912.
Caragiale morì a Berlino e si trova attualmente sepolto nel Cimitero Bellu di Bucarest.
Nel 1952, centenario della sua nascita, la sua città natale cambiò denominazione da Haimanale a Ion Luca Caragiale.

## Opere pubblicate in italiano
- Novelle rumene - traduzione di Costantino Petrescu - Lanciano - Carabba - 1914
- Mala sorte - traduzione di A. Silvestri Giorgi - Lanciano - G. Carabba Edit. Tip. - 1928
- Il divorzio - traduzione di L. Cialdea - Venezia - La Nuova Italia - 1929
- Una lettera smarrita - traduzione di C. Isopescu e A. Silvestri Giorgi - Venezia - La Nuova Italia - 1929
- Scene romene - traduzione di Giuseppe Petronio - Firenze - G. C. Sansoni - 1944
- Racconti - traduzione di Aurora Beniamino - Siena - Maia - 1955
- Giustizia - traduzione di Aldina Gherardi - Pescara - Edizioni Paoline - 1964
- Strapaese - Roma - A. Signorelli - 1979